# バーニング (プロレス)
BURNING（バーニング）は、プロレスラーのユニットである。

## 概要
全日本プロレスで1998年から2000年に活動した第1次バーニング（旧バーニング）、2000年にプロレスリング・ノアで発足した第2次バーニング（新生バーニング）、2013年にプロレスリング・ノアを退団した選手で結成された第3次バーニング、2021年にDDTプロレスリングで結成された第4次バーニングがある。第2次再始動期を除き、いずれのバーニングも小橋建太が関わっている点は共通するが、それぞれのバーニングは同名別ユニットであり関係性はない。
以下、全日本プロレスで結成されたチームを「第1次」、プロレスリング・ノアで結成されたチームを「第2次」、プロレスリング・ノアを退団した選手5人で結成されたチームを「第3次」、DDTプロレスリングで結成されたチームを「第4次」と仮称する。

## 第1次

### 略歴
1998年8月に全日本プロレスで小橋健太（現：-建太）を中心に結成。小橋が当時のパートナーであり、小橋率いるチーム「GET」の盟友であるジョニー・エースと試合後に仲間割れ。これを止めに入った秋山準・志賀賢太郎・金丸義信とともにチーム結成を宣言。
エースとの仲間割れする少し前（1998年6月）に三冠ヘビー級王座を川田利明から奪った後に宣言した「新時代宣言」を具現化することを目的とした。
アンタッチャブル、ノーフィアー、ムーブメントと並ぶ団体内の一勢力として活躍。
2000年に秋山が脱退。同年6月、その秋山が結成した秋山軍（スターネスの前身）との解散をかけたタッグマッチ（秋山、マウナケア・モスマン組対小橋、志賀組）に敗れ解散した。

### 第1次のメンバー
活動期間（全日本プロレス：1998年8月 - 2000年6月、2008年2月26日）
- 小橋健太
- 志賀賢太郎
- 金丸義信

脱退メンバー
- 秋山準（ - 2000年）

小橋のパートナーという位置付けから独立し秋山軍を発足。
※2008年、小橋、秋山、志賀、金丸で一夜限り再結成している。

## 第2次

### 略歴

#### 2000〜2008年
2000年9月、プロレスリング・ノアの設立後、秋山を筆頭とする若手選手が小橋に対し反旗を翻した。これに対し小橋の同期である菊地毅と小橋と行動を共にし指導を受けることが多かった力皇猛が小橋との共闘を宣言。これに当時の小橋の付き人であった小林健太（後のKENTA）を加えて、新生バーニングを結成した。名称は全日本プロレス時代と同じであるが、別のチームである。
しかし小橋が古傷の膝を痛め長期欠場に入ると力皇は三沢光晴率いるWAVEに預けられ（後に森嶋猛と WILD II を結成し脱退）開店休業状態になる。
2002年に小橋が復帰すると志賀がスターネスを脱退し加入。2003年に本田多聞、2004年には当時の小橋の付き人である潮崎豪が加入。その後、新たに小橋の付き人となった谷口周平、のちに付き人になる伊藤旭彦も加入した。
小橋が悪性腫瘍治療による長期欠場となると、残りのメンバーでチームを組んで試合に臨むことが多かったが、積極的なアピール活動などは少なくなった。その後、小橋が復帰すると新旧バーニングタッグ対決が実現した。
また、2008年2月26日に小橋のデビュー20周年記念試合が行われた際に、第1次のメンバーでタッグを結成した。
2008年9月に小橋が両肘関節遊離体で長期欠場となる。その後、残ったメンバーがバーニングの名称をあまり使用することは少なくなり、翌年の小橋復帰後も単発的に組んでバーニングを名乗ることはあっても、ユニットとしての積極的な活動は見られなくなる。
2006年に志賀がパンパーズ（パンチパーマ・ブラザーズ）、2010年10月に潮崎が潮崎軍を経てANTI NO MERCY UNION（ANMU）、2011年3月にKENTAがディスオベイを経てNO MERCY など結成・加入したが、彼らは正式な脱退宣言を表明していないものの事実上の離脱状態となっている。秋山率いるスターネスもそうであるが、プロレスリング・ノアの団体としての性格上、ユニットというよりは「小橋派」という意味合いが強い。これは本田が特に正式加入声明を行なっていないことや、KENTA、潮崎、谷口、伊藤など歴代の小橋の付き人が自動的にユニットに編入されていることなどからも窺える。
2011年になると長期欠場中の小橋とパンパーズを解散した志賀以外の各メンバーが新しいユニットで活動しているため、自然消滅に近い形になった。よって2008年9月に小橋が両肘関節遊離体で長期欠場になった頃までが事実上の活動期間といえる。
2012年3月の横浜文化体育館大会では、小橋と潮崎がタッグを組み、GHCタッグ王座へ挑戦することとなった。久々のバーニングのメンバー同士の正式タッグであったが、バーニングの名称は名乗っていない。なお、小橋が欠場したため、この試合は変更となった。

#### 2012年（再始動）
2012年4月からのグローバル・タッグ・リーグ戦2012には、潮崎豪と本田多聞がタッグを組んで出場することとなった。発表当初は「バーニング師弟タッグ」との呼称もされたりしたが、それがバーニングの再始動なのか、元バーニングの師弟タッグということなのかは、その時点では不明確で、本田とのタッグをリーグ戦後も継続するのかも不詳であった。しかし、グローバル・タッグ・リーグ戦出場者の公開インタビューで、潮崎の口によりバーニング再始動の狼煙とする発言がされ、また本田もバーニングというチームとして本田に声が掛かったと話した。これにより潮崎と本田の2名であるが、バーニングが再始動した。潮崎は、将来的に菊地毅や小橋建太も加えたいという希望を示した。
その後、4月26日の名古屋大会におけるグローバル・タッグ・リーグ戦公式戦・秋山&齋藤彰俊組対高山善廣&マイバッハ谷口組の試合で、秋山が谷口から暴行を受けているところを潮崎が加勢。潮崎が秋山軍（S・A・T）への加勢を表明した。これによりバーニングの復活は、タッグ・リーグ戦中のみの一時的なものとなった。

### 第2次のメンバー
活動期間（プロレスリング・ノア：2000年 - 2008年9月）
- 小橋建太
- 菊地毅[4]
- KENTA（加入時は小林健太）
- 本田多聞（2003年 - ）[4]
- 潮崎豪 （2004年7月 - ）
- 谷口周平 （2006年1月 - ）
- 伊藤旭彦（2006年 - ）[5]

脱退メンバー
- 力皇猛 （ - 2001年4月）

2001年1月の小橋の欠場を機に小林健太とともに三沢光晴率いるWAVE預かりとなるが、同年4月にWILD II結成のため離脱。
- 志賀賢太郎 （2002年 - 2003年）

2003年から2005年まで長期欠場のため離脱。復帰時はグループ無所属として単発的に組まれた。

#### 第2次（再始動期）のメンバー
活動期間（プロレスリング・ノア：2012年4月）
- 潮崎豪
- 本田多聞

## 第3次

### 略歴
2012年末を以ってプロレスリング・ノアを退団した、秋山、潮崎、金丸、鈴木鼓太郎、青木篤志の5人が、2013年1月に行われた決起集会で、小橋からバーニングを託され再結成した。
1月26日、全日本プロレス「2013新春シャイニング・シリーズ」の最終戦に5人が来場し、参戦することが発表された。
7月5日、新体制となった全日本プロレスの記者会見にて、バーニング5名の正式入団が発表された。秋山と金丸は再所属となる。
10月、秋山・潮崎が世界タッグ王座から陥落した際に、潮崎がバーニング離脱を発表。また世界ジュニアヘビー級王者の金丸に対戦を直訴した鈴木や、青木もユニット離脱を発表し、11月には新ユニット「Xceed」を結成。
2014年1月26日、秋山&金丸の「バーニング」が鼓太郎&青木の「Xceed」を破り、第93代アジアタッグ王者となった。また、2月8日の世界タッグ選手権試合において、大森隆男とのチーム名を「ワイルド・バーニング」とし、6月28日にはワイルド・バーニングで世界タッグ王座を奪取した。
2015年12月15日をもって、金丸が全日本プロレスを退団。その後は秋山と大森のタッグが「ワイルド・バーニング」と呼称されるのみで、バーニングとしての活動は見られない。

### 第3次のメンバー
活動期間（フリー → 全日本プロレス：2013年1月 - 2015年12月。2016年1月からは大森隆男との「ワイルド・バーニング」へ本格移行）
- 秋山準

共闘メンバー
- 大森隆男 - GET WILDのメンバー。秋山とタッグを結成し「ワイルド・バーニング」と呼ばれた。2016年1月からはワイルド・バーニングへ本格移行。

脱退メンバー
- 潮崎豪（ - 2013年10月）

秋山とのタッグ解消のため離脱。
- 鈴木鼓太郎（ - 2013年10月）

金丸の持つ世界ジュニアヘビー級王座に挑戦するため離脱。
- 青木篤志（ - 2013年10月）
- 金丸義信（ - 2013年12月）

全日本プロレス退団のため離脱。

## 第4次

### 略歴
2021年、遠藤哲哉を中心に、秋山準、岡田佑介、高鹿佑也の4名で結成。
チーム名は当初は「ビートルズ」が候補に挙がったが、遠藤の強い要望と小橋の許諾により、「バーニング」を名乗ることとなった。遠藤が高鹿の成長を見届け12月28日を以て解散。

### 第4次のメンバー
活動期間（DDTプロレスリング：2021年12月 - 2024年12月28日）
- 遠藤哲哉
- 高鹿佑也
- 飯野雄貴（2024年1月 - ）

脱退メンバー
- 秋山準（ - 2023年12月）
- 鈴木鼓太郎（ - 不明）
- 岡田佑介（ - 2024年11月）

引退の為。